# Alyson Charles
Alyson Charles (* 30. Oktober 1998 in Montreal) ist eine kanadische Shorttrackerin.

## Werdegang
Charles startete international erstmals bei den Juniorenweltmeisterschaften 2015 in Osaka. Dort wurde sie Vierte mit der Staffel über 3000 m. Bei den Juniorenweltmeisterschaften 2018 in Tomaszów Mazowiecki gewann sie die Goldmedaille mit der Staffel über 3000 m. Ihr Debüt im Weltcup hatte sie zu Beginn der Saison 2018/19 in Calgary. Dort belegte sie bei beiden 500-m-Läufen und mit der Staffel jeweils den dritten Platz. Bei der folgenden Weltcupstation in Salt Lake City holte sie über 1000 m ihren ersten Weltcupsieg. In Almaty siegte sie mit der Mixed-Staffel und belegte mit der Staffel den dritten Platz. Zum Saisonende wurde sie in Turin Dritte über 1000 m und erreichte abschließend den siebten Platz im Weltcup über 500 m und den dritten Rang im Weltcup über 1000 m. Bei den Weltmeisterschaften 2019 in Sofia gewann sie die Bronzemedaille mit der Staffel und belegte im Mehrkampf den 26. Platz.
In der folgenden Saison siegte Charles beim Weltcup in Shanghai mit der Staffel. Zudem errang sie mit der Staffel zweimal den zweiten Platz und dreimal den dritten Platz. Bei den Vier-Kontinente-Meisterschaften 2020 in Montreal gewann sie über 500 m und mit der Staffel jeweils die Silbermedaille.

## Weltcupsiege

### Weltcupsiege im Einzel
| Nr. | Datum             | Ort            | Disziplin |
| --- | ----------------- | -------------- | --------- |
| 1.  | 11. November 2018 | Salt Lake City | 1000 m    |

### Weltcupsiege im Team
| Nr. | Datum            | Ort        |
| --- | ---------------- | ---------- |
| 1.  | 9. Dezember 2018 | Almaty 1   |
| 2.  | 8. Dezember 2019 | Shanghai 2 |

## Persönliche Bestzeiten
- 500 m      42,934 s (aufgestellt am 4. November 2018 in Calgary)
- 1000 m    1:28,214 min. (aufgestellt am 10. November 2018 in Salt Lake City)
- 1500 m    2:25,134 min. (aufgestellt am 28. Januar 2017 in Innsbruck)
- 3000 m    5:52,221 min. (aufgestellt am 17. Januar 2016 in Montreal)